# KK Jedinstvo Bijelo Polje (féminin)
Le Košarkaški Klub Jedinstvo Bijelo Polje est un club féminin monténégrin de basket-ball situé dans la ville de Bijelo Polje. Le club appartient à l'élite du championnat monténégrin et dispute également l'Adriatic League (WABA League).

## Entraîneurs successifs
- Depuis ? :  Aleksandar Icić
- Aleksandar Curovic
- Dragana Vukovic
- Nikola Milatovic
- Zeljko Vukicevic
- Sladjan Ivic

## Joueuses célèbres ou marquantes
- Jasmina Bigovic
- Dragana Vukovic
- Natasa Popovic
- Alesia (Belevich) Lalaovic